# ジョニ男
ジョニ男（ジョニお）とは京都府南丹市に本社がある食品製造会社男前豆腐店が製造販売する豆腐である。

## 特徴
容器は同社製品の「風に吹かれて豆腐屋ジョニー」を半分に切った形（サーフボードを真ん中のあたりで斜めに半切した形）である。ふたの部分には人間の右腕のイラストが描かれており、右手で「ジョニ男」と書かれた豆腐を握っている様子が描かれており、また右手首の辺りに"Are you jonile tonight?"と書かれている(これは英文法としては誤りで、正しくは"Will you jonile tonight?"となる)。
豆腐としては珍しく、一つ一つが個別に袋に入っている。裏側には男前豆腐店が発売したCDの告知やレシピ（後述）が書かれている。
内容量は80グラムで、男前豆腐店の豆腐の中では少なめの量である。価格は100円前後。

## 味・食べ方
大豆の味が非常に濃厚で、薬味や醤油などをかけなくても、十分にご飯のおかずの一品になる味わいである。
ジョニ男のパッケージには、おいしく食べるレシピの例として、以下のようなものが挙げられている。
NORMAL
1. 一味唐辛子＋ポン酢（容器に移し替えてレンジでチン）
2. 紅葉おろし＋あさつき＋ポン酢
3. オリーブオイル＋黒胡椒＋岩塩
4. わさび醤油
5. 醤油＋ラー油＋お酢
6. ザーサイ＋中華ドレッシング
7. ちりめんじゃこ＋白胡麻＋唐辛子の輪切り
8. 麺つゆ＋マスタード

ABNORMAL
1. はちみつ
2. きな粉＋黒蜜
3. メープルシロップ
4. フルーツソース
5. オリゴ糖

上記の「ABNORMALな」食べ方は、ほぼデザートやスイーツとしての食べ方であり、既存の豆腐のイメージからは到底考えられないものであるが、購入者によるブログでは「予想外においしい」という好評の声が多い。
このような豆腐が出来た背景には、男前豆腐店代表取締役社長の伊藤信吾の「デザートに負けない豆腐を作りたい」「（豆腐を）罪悪感のないデザート（として食べてもらいたい）」という考えがある。なお、伊藤によれば、容器の形状は海外のオイスターバーを体験した事からの発想でカキをイメージしている。またジョニ男を食べる事を「ジョニる」と呼んで欲しいとの事（パッケージの"Are you jonile tonight?"は「今夜もジョニるかい？」の意味）。

## 余談
ジョニ男のパッケージの裏側には不良風の青年が腰を下ろしながらジョニ男を食べている様子が描かれているが、彼の名前は「ボンジョルノ・ジョニオ」。マフィアの下っ端。ジョニ男好き。将来はマフィアから足を洗い実家のイタリアレストランを継ごうと思っている。（男前豆腐店公式ホームページのPROFILEページより）